# 国府村 (大阪府)
国府村（こくふむら）は、かつて大阪府にあった村。現在の和泉市北西部にあたる。村名の由来は和泉国の国府より。

## 歴史
- 1889年（明治22年）4月1日 和泉郡府中村、肥子村、井ノ口村、和気村、小田村が合併して、和泉郡国府村が発足。大字府中に村役場を設置。
- 1896年（明治29年）4月1日 郡の統廃合により、泉北郡が成立。
- 1933年（昭和8年）4月1日 泉北郡郷荘村、伯太村と合併して、泉北郡和泉町となる。

## 交通

### 鉄道路線
- 阪和電気鉄道
  - 本線（現・西日本旅客鉄道阪和線）
    - 和泉府中駅

### 道路
- 大阪府の廃止市町村一覧
- 熊野街道（小栗街道）
- 大津街道（河泉街道）